# Marampudi Joji
Marampudi Joji (Bhimavaram, 7 ottobre 1942 – Secunderabad, 27 agosto 2010) è stato un arcivescovo cattolico indiano.

## Biografia
Nacque a Bhimavaram, città indiana situata nella parte orientale dello stato dell'Andhra Pradesh, il 7 ottobre 1942 in una famiglia dalit di etnia telugu. Il piccolo Joji incontra il cristianesimo attraverso i missionari del Pontificio Istituto Missioni Estere (PIME), i primi ad estendere la missione cristiana tra i fuori casta della diocesi di Hyderabad: è stato battezzato proprio da un missionario del PIME.
Fu ordinato sacerdote il 14 dicembre 1971. Il 21 dicembre 1991 fu eletto, da papa Giovanni Paolo II, vescovo di Khammam, e consacrato il 19 marzo 1992 dall'arcivescovo Giorgio Zur (allora nunzio apostolico in India), co-consacranti l'arcivescovo Saminini Arulappa (allora arcivescovo di Hyderabad) e il vescovo Joseph Thumma (allora vescovo di Vijayawada). Successivamente fu nominato vescovo di Vijayawada.
Il 29 gennaio 2000 fu nominato arcivescovo di Hyderabad, succedendo proprio a monsignor Arulappa, che qualche settimana prima del suo insediamento ne aveva criticato la nomina per motivi di appartenenza sociale. Infatti monsignor Joji è stato il primo arcivescovo fuori casta in India; le critiche furono smorzate dallo stesso arcivescovo Joji.
Monsignor Joji apparteneva alla cosiddetta classe dei dalit, che in sanscrito significa calpestati, e un tempo trattati effettivamente come rifiuto sociale. La sua nomina arcivescovile, primo arcivescovo dalit, è stato un importante fatto storico per la Chiesa cattolica in India, che conta ben 16 milioni di dalit tra i suoi fedeli.
Egli è considerato fra le più grandi figure della Chiesa cattolica indiana per l’impegno in difesa dei dalit. Per oltre 30 anni, egli si è battuto per l’emancipazione dei fuori casta all’interno della società indiana, dialogando con le più alte cariche politiche e religiose.
Monsignor Joji fu al centro della grave situazione umanitaria che dall'estate del 2008 ebbe luogo in India contro i cristiani, a causa della legge promulgata dal governo che vieta la professione di altre religioni nelle città sacre alla religione Indù; l'arcivescovo di Hyderabad denunciò la posizione del capo ministro cattolico Y. S. Rajasekhara Reddy, che avrebbe ceduto alla volontà degli estremisti indù. Più volte intervenne poi in occasione delle frequenti uccisioni di cristiani per chiedere l'intervento del governo a tutela del popolo cattolico e per assicurare alla giustizia i colpevoli degli omicidi, e non risparmiandosi di criticare, insieme alla comunità cristiana, l'azione inerte del governo in questa direzione.
Il 28 settembre 2008, intervistato dalla rubrica religiosa di Rai Uno A Sua immagine, denunciò la grave situazione cui versava il mondo cattolico in India e le minacce di morte che lui stesso ed altri vescovi indiani avevano ricevuto.
Morì per un attacco cardiaco nella casa episcopale di Secunderabad nel pomeriggio del 27 agosto 2010. I funerali sono stati celebrati il 30 agosto 2010 nella cattedrale di Vijayawada. Secondo le sue precise volontà, il corpo è stato sepolto a Vijayawada.

## Genealogia episcopale e successione apostolica
La genealogia episcopale è:
- Cardinale Scipione Rebiba
- Cardinale Giulio Antonio Santori
- Cardinale Girolamo Bernerio, O.P.
- Arcivescovo Galeazzo Sanvitale
- Cardinale Ludovico Ludovisi
- Cardinale Luigi Caetani
- Cardinale Ulderico Carpegna
- Cardinale Paluzzo Paluzzi Altieri degli Albertoni
- Papa Benedetto XIII
- Papa Benedetto XIV
- Papa Clemente XIII
- Cardinale Giovanni Francesco Albani
- Cardinale Carlo Rezzonico
- Cardinale Antonio Dugnani
- Arcivescovo Jean-Charles de Coucy
- Cardinale Gustave-Maximilien-Juste de Croÿ-Solre
- Vescovo Charles-Auguste-Marie-Joseph Forbin-Janson
- Cardinale François-Auguste-Ferdinand Donnet
- Vescovo Charles-Emile Freppel
- Cardinale Louis-Henri-Joseph Luçon
- Cardinale Charles-Henri-Joseph Binet
- Cardinale Maurice Feltin
- Cardinale Jean-Marie Villot
- Arcivescovo Giorgio Zur
- Arcivescovo Marampudi Joji

La successione apostolica è:
- Vescovo Doraboina Moses Prakasam (2002)
- Vescovo Prasad Gallela (2008)
- Cardinale Anthony Poola (2008)